# Pedro José Arce
Pedro José Arce y Fagoaga (San Salvador, 28 de agosto de 1801-Sonsonate, 3 de abril de 1871) fue el último jefe político de la Alcaldía Mayor de Sonsonate y posteriormente fue presidente provisional de El Salvador como vicepresidente en 1843.

## Biografía
Pedro José Arce y Fagoaga nació en San Salvador en 1801, siendo hijo de Antonia Fagoaga y de Bernardo José de Arce. Entre sus hermanos destaca el prócer y primer presidente de Centroamérica Manuel José Arce y Fagoaga.
Ambos hermanos eran descendientes de Sancho de Barahona "el Viejo" acompañante de Hernán Cortez y Bernal Díaz del Castillo.
Uno de los descendientes directos de Pedro José Arce y Fagoaga es el actor y diseñador de vestuario Raoul Fernández residente en París.
Fue el último jefe político de la Alcaldía Mayor de Sonsonate, siendo el que eligió a la Intendencia de San Salvador para unir el territorio de la Alcaldía Mayor de Sonsonate; estuvo presente en las reuniones durante las cuales se redactó la primera constitución del estado de El Salvador.
El 20 de junio de 1841, el presidente Juan Lindo le entrega la presidencia provisionalmente en calidad de senador designado, cargo que ejérció hasta el 28 del mismo mes y año en que el presidente Lindo retomó la presidencia; posteriormente fue vicepresidente de la República de El Salvador durante la presidencia de Juan José Guzmán. En 1843, Juan José Guzmán le entregó la presidencia tras su renuncia, entregándola posteriormente al presidente provisional Fermín Palacios.